# Логан, Дэниэл
Дэ́ниэл Ло́ган (англ. Daniel Logan; род. 6 июня 1987, Окленд) — новозеландский актёр кино и телевидения, начавший сниматься в возрасте 11 лет.

## Биография
Дэниэл Логан родился 6 июня 1987 года в Окленде (Новая Зеландия). Принадлежит к народности маори.
В середине 1990-х годов любительская детская команда по регби, в которой состоял Логан, приняла участие в съёмках рекламного клипа. По сюжету, маленького спортсмена (которым был утверждён Логан) толкал в грязь известный регбист Майкл Джонс. Юного Логана заметили кастинг-агенты, и мальчик стал сниматься в других рекламных роликах, в 1998 году (Дэниэлу было 11 лет) состоялся его дебют на телевидении, а в 2002 году он впервые появился на широком экране, в культовом фильме «Звёздные войны. Эпизод II: Атака клонов», где сыграл небольшую, но почему-то очень запомнившуюся фанатам, роль охотника за головами по имени Боба Фетт. В 2003 году он номинировался на премию «Молодой актёр» за эту роль, но не выиграл награды. С 2003 по 2010 год Логан не снимался ни для кино, ни для телевидения.
В 2017 году Дэниэл Логан получил гражданство США, и ныне проживает в городе Тастин (штат Калифорния).

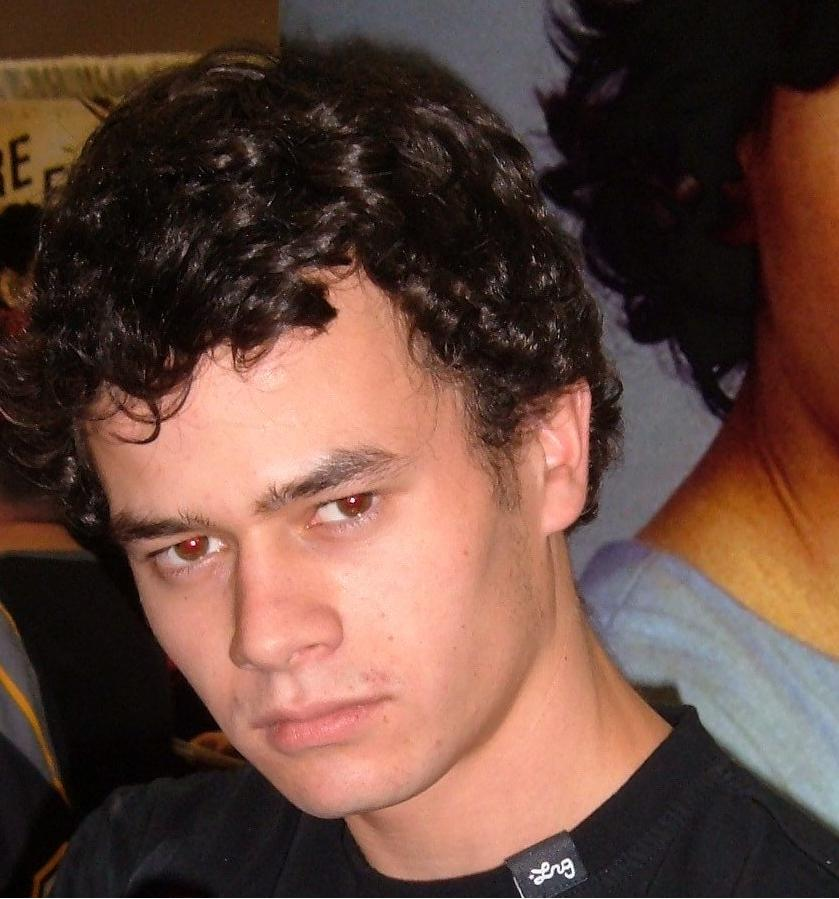
Фото 2007 года
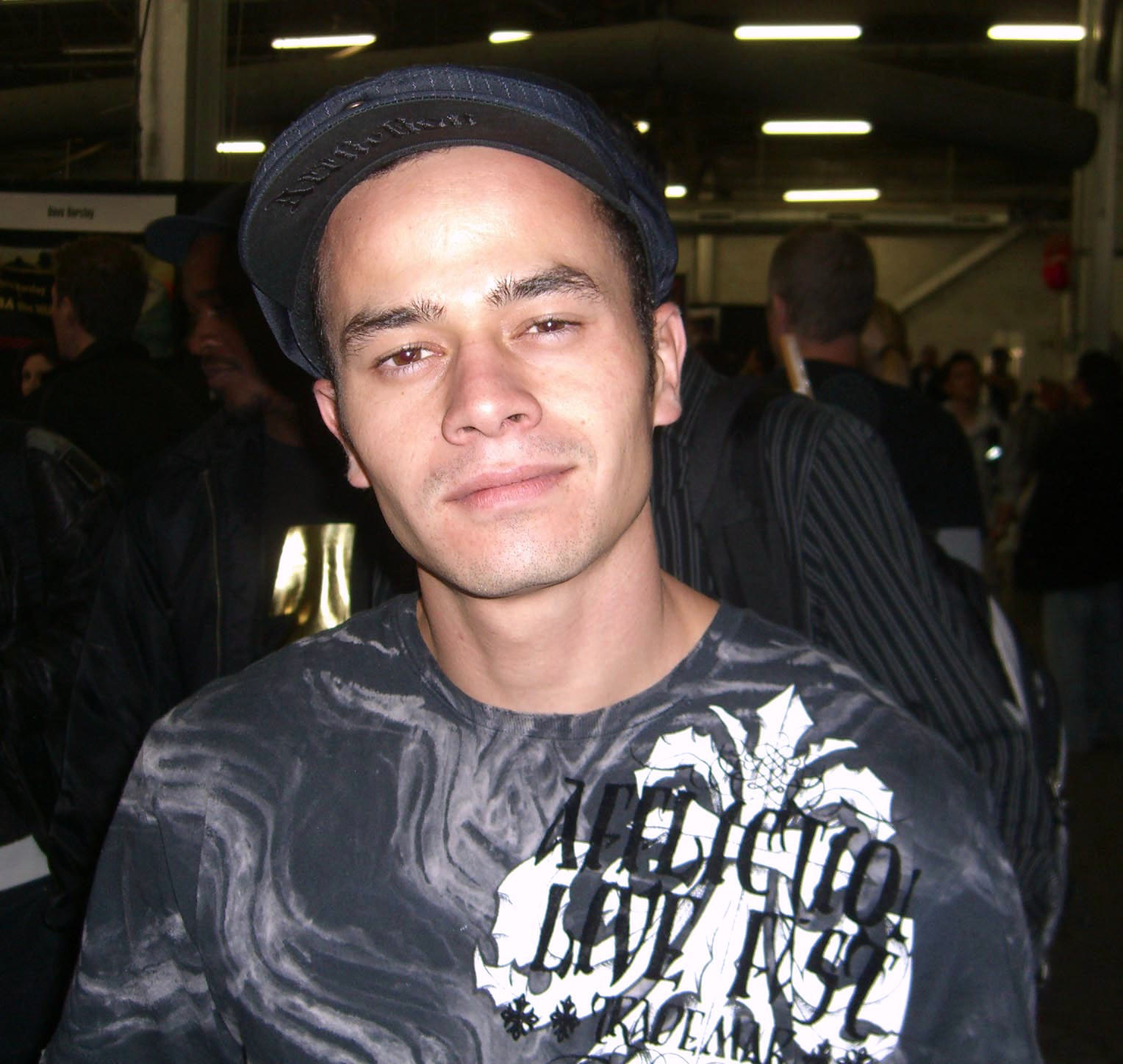
Фото 2009 года
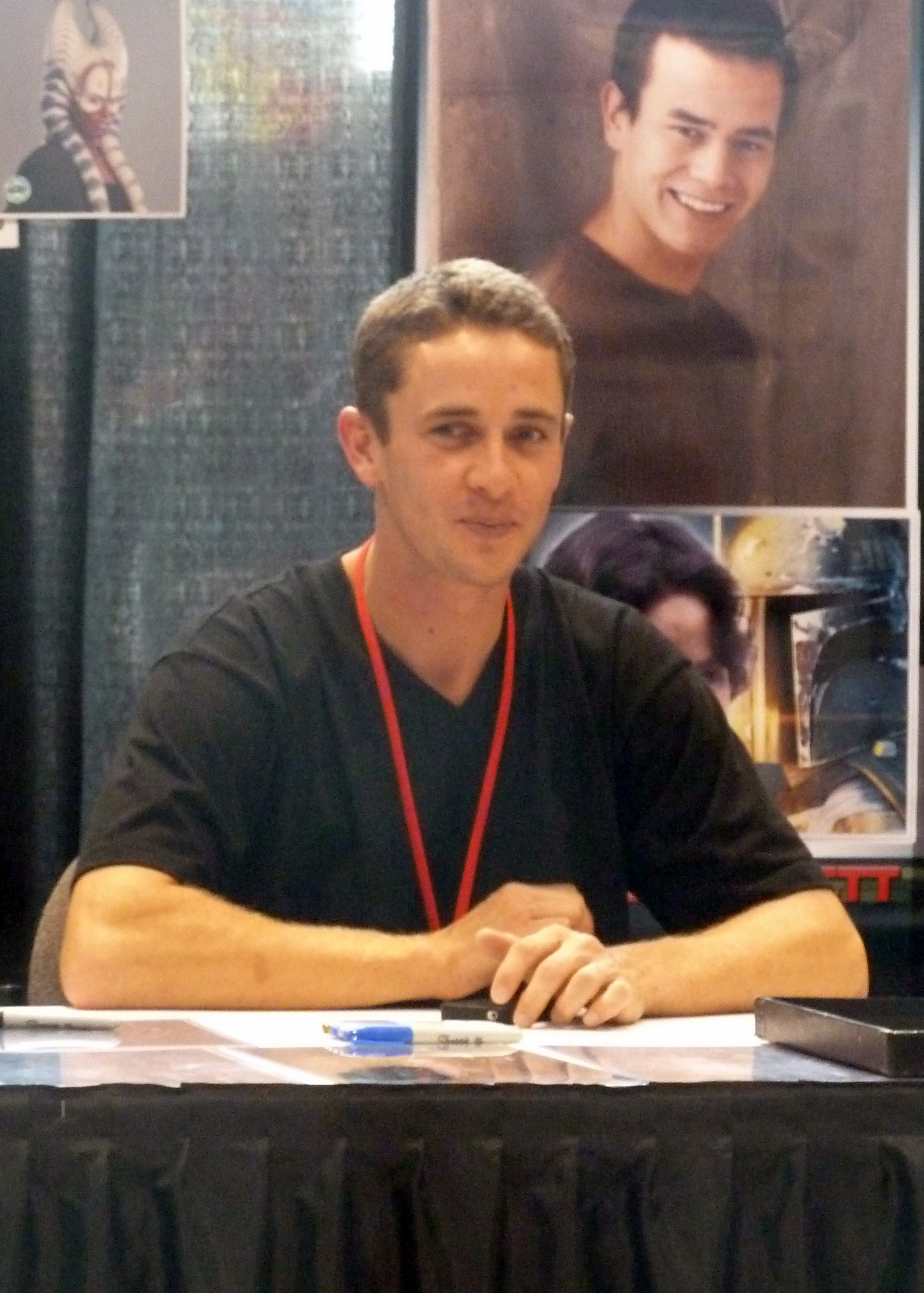
Фото 2013 года

## Избранная фильмография
Широкий экран
- 2002 — Звёздные войны. Эпизод II: Атака клонов / Star Wars: Episode II – Attack of the Clones — Боба Фетт, охотник за головами
- 2003 — Легенда о Джонни Линго[англ.] / The Legend of Johnny Lingo — Пуа в молодости

Телевидение
- 1998 — Шортленд-стрит[англ.] / Shortland Street — Бен Холлинс (в нескольких эпизодах)
- 1999 — Удивительные странствия Геракла / Hercules: The Legendary Journeys — Зайлан (в 1 эпизоде)
- 2010—2012 — Звёздные войны: Войны клонов / Star Wars: The Clone Wars — Боба Фетт / клоны-кадеты (в 6 эпизодах; озвучивание)
- 2016 — Акулий торнадо 4: Пробуждение / Sharknado: The 4th Awakens — капитан Фетт

Интернет
- 2014 — Звёздный Путь продолжается / Star Trek Continues — Энсайн Тонгароа (в 1 эпизоде)